# مميال

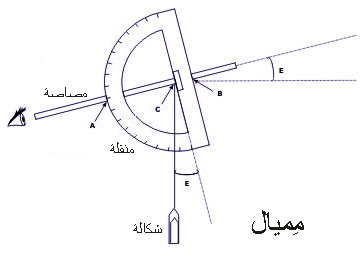
مِميال بسيط لقياس الميل

المِمْيَال (بالإنجليزية: Inclinometer)‏ هو أداة لقياس الميل، وهو يتألف من جزء ثابت وجزء متحرك الذي من خلالة يتيح النظر إلى الأجسام. حول الجزء الرأسي الثابت هناك إشارات في السنتيمتر، مع انقسامات بالمليمتر. على الجزء الأفقي يوجد ميزان تسوية.